# Summerfield (Kansas)
Pour les articles homonymes, voir Summerfield.
Summerfield est une municipalité américaine située dans le comté de Marshall au Kansas.
Lors du recensement de 2010, sa population est de 156 habitants. Située à la frontière avec le Nebraska, la municipalité s'étend alors sur une superficie de 0,34 mille carré (0,88 km2).

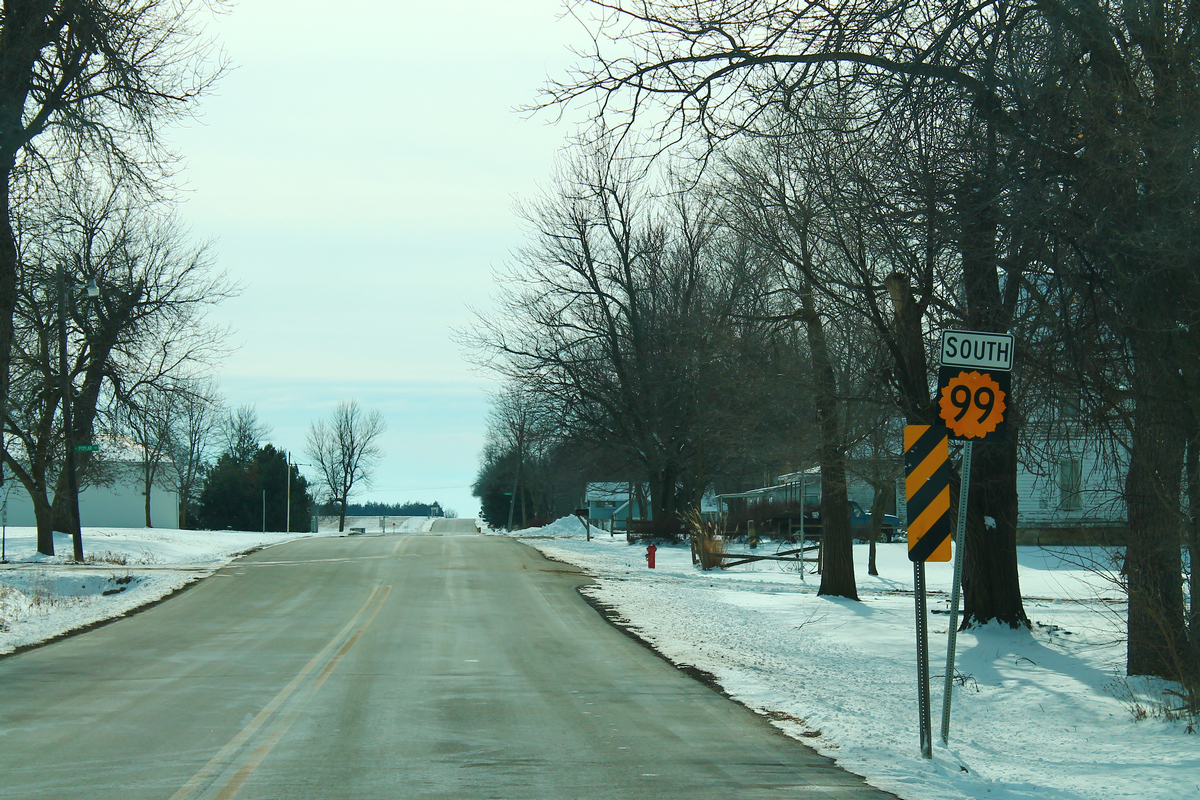
Summerfield (février 2014)

Summerheld est fondée en 1888 sur le tracé du Kansas City, Wyandotte and Northwest Railroad. Elle est nommée d'après Elias Summerfield, un dirigeant de cette ligne de chemin de fer,. Summerfield devient une municipalité en 1890.